# Dominique Young Unique
Dominique Lashawn Clark, beter bekend als Dominique Young Unique, is een Amerikaans rapper en model. In 2012 tekende ze bij Sony Records, het contract eindigde in 2014 maar werd niet vernieuwd. Unique is nu een vrije artiest. 

## Carrière

### Prille begin
Unique kreeg haar eerste ervaring op de catwalk in 2011. Ze bewandelde de catwalk voor ontwerpster Katie Eary. Ook verscheen ze in de september editie van Vogue in 2012.

### 2009–2015: Doorbraak
Unique vergaarde haar eerste bekendheid in 2009 met haar debuut-ep "Hot Girl" en haar promovideo "Wartalk", van haar debuutmixtape "Domination".
Op 29 april 2013 verscheen het nummer "Pushing" van A.N.D.Y., waarop Unique te horen is. In augustus 2013 was Unique te horen in het nummer "Earthquake van DJ Fresh en Diplo. Het nummer had veel succes en stond negen weken lang in de Ultratop 50. Met het nummer verscheen ook een videoclip waarin Unique te zien was.
In februari 2014 verscheen Unique in het nummer "Dance With Me" van Le Youth. Haar debuutsingle, "Throw It Down" verscheen op 20 april 2014. Samen met deze single bracht ze ook haar Throw It Down Remix ep uit. In november 2014 werd het nummer "Utopia" uitgebracht, waarop Unique te horen was, door Bang La Decks. Op 28 november van datzelfde jaar bracht ze haar tweede single genaamd "Stars Are Overdone" uit, het nummer is tot nu toe nog niet verschenen op een album. De Amerikaanse rapper Young Flex werkte samen met Unique aan een nummer genaamd "Live Forever". Unique plaatste ook de nummers "Bang" en "Carmel Deluxe" en "What It Worth op haar Soundcloudprofiel, deze werden niet uitgebracht als officiële singles. Het nummer "What It Worth" was na amper één dag al meer dan 36.000 keer beluisterd op.
Op 28 februari 2015 bracht ze haar vijfde mixtape uit genaamd "Domination Reload". De mixtape is een heruitgave van haar voormalige mixtape "Domination". Op 20 april maakte Unique bekend dat ze aan het werken was aan een nieuw album. Kleen Keezy en Rhett Fisher werken mee aan het album. Bad Royale bracht  op 25 juni de single "POP" uit waarop Unique te horen was. Ook was ze te horen op een samenwerking met DJ Dwrek, namelijk "Anything Goez", die werd uitgebracht in september. 
Dominique Young Unique trad al verschillende keren op in België. Zo was in 2010 te zien op Pukkelpop en in 2014 trad ze op in het Depot als voorprogramma van de groep Chromeo.

### 2016 - heden
Unique sloot zich aan bij de 'The Hana Road Music Group'. Het eerste resultaat hiervan verscheen in oktober 2016. Samen met Lemon bracht ze een remix uit van Lady Gaga's 'Perfect Illusion'.

## Discografie

### Ep's
- Hot Girl (22 november 2009)
- Throw It Down (Remix) (18 april 2014)
- Just Doing Me (25 augustus 2014)

### Mixtapes
- Domination (2010)
- Glamorous Touch (2011)
- Stupid Pretty (2011)
- Paradise (2011)
- Domination Reload (2015)

### Singles
| Single met hitnotering(en) in de Vlaamse Ultratop 50 | Datum van verschijnen | Datum van binnenkomst | Hoogste positie | Aantal weken | Opmerkingen           |
| ---------------------------------------------------- | --------------------- | --------------------- | --------------- | ------------ | --------------------- |
| Earthquake                                           | 2013                  | 31-08-2013            | 21              | 9            | met DJ Fresh en Diplo |
| Dance With Me                                        | 2014                  | 15-02-2014            | tip42           | -            | met Le Youth          |
| Throw It Down                                        | 2014                  | 19-04-2014            | tip43           | -            |                       |